# Come per disincanto - E vissero infelici e scontenti
Come per disincanto - E vissero infelici e scontenti (Disenchanted) è un film in tecnica mista del 2022 diretto da Adam Shankman; è il sequel del film del 2007 Come d'incanto, diretto da Kevin Lima.

## Trama
Circa 10 anni dopo la loro prima avventura, Giselle, Robert e Morgan hanno formato una famiglia con l'arrivo della piccola Sofia. La sedentarietà di New York e l'adolescenza di Morgan rompono però l'armonia familiare, così Giselle decide di trasferirsi a Monroeville, una città  di periferia, nella speranza di ritrovare la serenità. Fin dal loro arrivo, però, le cose non vanno come l'eroica ex-principessa sperava: la loro nuova casa cade a pezzi, Robert deve fare il pendolare per continuare a lavorare e Morgan non riesce a integrarsi nella sua nuova scuola. A peggiorare il tutto c'è Malvina Monroe, a capo del concilio cittadino, che accoglie con freddezza la nuova famiglia. Nel frattempo da Andalasia giungono i vecchi amici Edward e Nancy, che donano a Sofia una bacchetta magica in grado di esaudire ogni desiderio.
In occasione del ballo a tema fiabesco organizzato da Malvina, Giselle prova a far eleggere Morgan reginetta del ballo, così che ella possa danzare con Tyson, il figlio della donna, per il quale la ragazza ha una cotta. I suoi tentativi hanno però risultati disastrosi, e oltre a inimicarsi Malvina, la protagonista litiga con Morgan che sottolinea come lei non sia la sua vera madre, ma solo la sua matrigna. Giselle sconfortata richiama da Andalasia il suo vecchio amico, lo scoiattolo Pip, e i due decidono di usare la bacchetta magica in modo da desiderare una vita da fiaba per l'intera famiglia. Il desiderio di Giselle ha però un effetto imprevisto: il giorno dopo Monroeville si è trasformata in un regno fiabesco di nome Monrolasia.
Gli abitanti si sono a loro volta trasformati in esseri fiabeschi: Robert crede di essere un eroe impavido, Morgan una principessa, mentre Malvina è l'infida strega-regina, dotata di poteri magici. Giselle, dapprima felice di questi cambiamenti, si sorprende a comportarsi in maniera malefica ed egoista, provando piacere nel maltrattare la sua figliastra: si sta infatti trasformando in una matrigna cattiva delle fiabe (con tanto di gatto malefico, ovvero Pip in una nuova forma). Dopo aver chiesto aiuto alla magica pergamena che accompagna la bacchetta, Giselle scopre che il mondo reale sta risucchiando lentamente la magia di Andalasia, e che se entro mezzanotte l'incantesimo non sarà spezzato esso diventerà definitivo, gli abitanti di Monrolasia rimarranno incantati e il regno di fiaba cesserà di esistere. Prima di soccombere al suo lato malvagio Giselle riesce ad avvisare Morgan dell'incantesimo e spingendola all'interno di un pozzo portale le chiede di andare ad Andalasia per trovare la soluzione.
Nel frattempo Malvina scopre l'esistenza della bacchetta magica e la ruba, ma scopre che la sua magia può essere adoperata solo da una vera figlia di Andalasia; Giselle, trasformatasi ormai definitivamente in una terribile strega, la sfida a duello per il controllo di Monrolasia. Morgan riesce ad arrivare ad Andalasia, dove Nancy ed Edward le suggeriscono di usare la magia dei ricordi per ricordare a Giselle chi ella sia davvero, in modo che lei possa annullare l'incantesimo. Morgan ritrova un disegno che aveva fatto da piccola, contenente i ricordi della sua famiglia, e torna nel mondo reale insieme a Nancy.
Pip riesce a sottrarre la bacchetta magica dalle grinfie di Malvina; grazie al suo potere Giselle ingaggia un combattimento con la sua rivale e riesce subito ad avere la meglio. Morgan e Nancy, con l'aiuto di Robert e Tyson, irrompono nella sala da ballo dove le due stanno duellando: quando Giselle distrugge il disegno di Morgan, la magia dei ricordi la assale e la fa ridiventare buona. A quel punto è però Malvina, che desidera rimanere potente, a prendere la ragazza in ostaggio chiedendo in cambio la bacchetta, in modo da non annullare l'incantesimo. La donna spezza la bacchetta in due, proprio quando sta per scoccare la mezzanotte.
Mentre Robert e Tyson cercano di fermare i rintocchi dell'orologio, Giselle comincia a svanire lentamente insieme al regno di Andalasia; a quel punto però dice a Morgan che lei può ancora salvare la situazione usando la bacchetta: la ragazza è una figlia di Andalasia, perché l'amore tra le due è identico a quello di una madre e di una figlia. Poco prima che Malvina prenda il sopravvento, Morgan desidera di tornare a casa insieme a sua madre e alla sua famiglia.
Il desiderio riporta tutto alla normalità: gli abitanti di Monroeville credono che tutta la vicenda sia stata un sogno, mentre solo Morgan e Giselle sanno la verità poiché, come viene spiegato sul finale della pellicola, solo chi ha usato la magia può ricordare. La protagonista e Malvina si riappacificano, mentre Robert cambia lavoro per poter stare vicino alla sua famiglia; Morgan e Tyson iniziano a uscire insieme, e Pip, Edward e Nancy tornano a trovare i loro amici. Sia ad Andalasia che nel mondo reale tutti possono finalmente vivere felici e contenti.

## Produzione

### Sviluppo
La realizzazione del film, in cantiere dal 2010, è stata annunciata ufficialmente nel dicembre 2020. Amy Adams, Patrick Dempsey, Idina Menzel e James Marsden sono tornati ad interpretare i rispettivi ruoli, mentre al cast si sono aggiunti Maya Rudolph, Yvette Nicole Brown e Jayma Mays nel ruolo di nuovi personaggi.

### Riprese
Le riprese principali si sono svolte in Irlanda tra il maggio e il luglio 2021. Dopo aver riscontrato scarso successo negli screening iniziali, alcune scene sono state girate nuovamente nel Buckinghamshire nel marzo 2022 e il mese dopo le riprese sono terminate a New York.

## Promozione
Il primo trailer del film è stato pubblicato il 10 settembre 2022.

## Distribuzione
Il film, la cui uscita in streaming è stata inizialmente annunciata per il 24 novembre 2022, è disponibile sulla piattaforma Disney+ dal 18 novembre dello stesso anno.

## Accoglienza

### Critica
Il film ha ricevuto recensioni miste da parte della critica, ne sono stati criticati i tempi troppo lenti e l'eccessiva presenza di canzoni, pur apprezzando l'interpretazione di Amy Adams. Su Rotten Tomatoes il film ha una percentuale del 38% sulla base di 101 recensioni.